# 6204 MacKenzie
6204 MacKenzie este un asteroid din centura principală de asteroizi.

## Descriere
6204 MacKenzie este un asteroid din centura principală de asteroizi. A fost descoperit pe 6 mai 1981 la Observatorul Palomar de Carolyn S. Shoemaker. Asteroidul prezintă o orbită caracterizată de o semiaxă mare de 2,20 ua, o excentricitate de 0,12 și o înclinație de 5,2° în raport cu ecliptica.